# Pseudogliom
Pseudogliom bezeichnet eine Gruppe von Erscheinungen die durch den charakteristischen hellen Lichtreflex im Auge von Frühgeborenen oder Kleinkindern ein Retinoblastom imitieren, damit aber gar nichts zu tun haben.
Dazu gehören zum Beispiel
- das Norrie-Syndrom,
- die Frühgeborenen-Retinopathie
- die Familiäre exsudative Vitreoretinopathie
- das Osteoporose-Pseudoglioma-Syndrom